# コロニー・キャピタル
コロニー・キャピタル（Colony Capital, LLC）は、アメリカの不動産投資会社である。ロサンゼルスに本社を置き、世界各国に拠点を置く。1991年設立。会長兼最高経営責任者（CEO）はトーマス・バラック（創業者）。機関投資家などから集めたファンドを基に運営されている。

## 事業拠点（オフィス）
※州ごとに列挙。原則50音順で列挙する。

### アメリカ
いずれも、アメリカ合衆国。
- ロサンゼルス - 本社。
- ニューヨーク
- ハワイ州
- ボストン

### ヨーロッパ
- パリ - フランス
- マドリード - スペイン
- ロンドン - イギリス
- ローマ - イタリア

### アジア
- ソウル特別市 - 大韓民国
- 台北市 - 中華民国（台湾）
- 東京 - 日本東京都千代田区丸の内2-2-2 丸の内三井ビルディング10Fに位置する。駐日代表は、増井利夫。
- ベイルート - レバノン
- 北京市 - 中華人民共和国
- 香港 - 中華人民共和国

## 沿革
- 1991年 - トーマス・バラックにより設立。
- 1998年 - 日本へ進出。

## 投資したもの
- フェアモント・ラッフルズ・ホテルズ・インターナショナル　(アラブ首長国連邦のアル・ワリード王子との合弁事業）

### 日本で投資したもの
- 川崎テックセンター
- 旧日本債券銀行（あおぞら銀行） - 経営破綻時に資本注入に参画し、のちにサーベラスに売却。
- ホークスタウン - コロニー福岡有限会社が管理。興行権は2005年1月に福岡ソフトバンクホークスマーケティングへ売却。2007年4月、GICリアルエステート（シンガポールの不動産投資会社）に総額約1000億円で株式を売却。

## 関連会社
- コロニー福岡有限会社 - 2003年11月7日、コロニーの関連企業により設立された特別目的会社。2004年3月31日から2007年3月まで、ホークスタウンの直接の親会社であった（同年4月でGICリアルエステートに売却）。本社はコロニー東京オフィスと同位置。コロニー駐日代表の増井利夫が代表取締役を務めた。